# Æresdoktorgrad
En æresdoktorgrad (dr.(fagområde). h.c. = latin, honoris causa) er en doktorgrad, der tildeles af et universitet uden at modtageren på forhånd har forsvaret en disputats. I Danmark blev ordningen med æresdoktorgrader i sin nuværende form etableret med en forordning af 9. januar 1824. Før da kunne kongen udnævne doktorer, doctores bullati, men det skete sidst 1736.
Æresdoktorgrader har de samme benævnelser og forkortelser som almindelige doktorgrader, men tilføjes honoris causa, forkortet h.c.